# Moteur de recherche de bureau

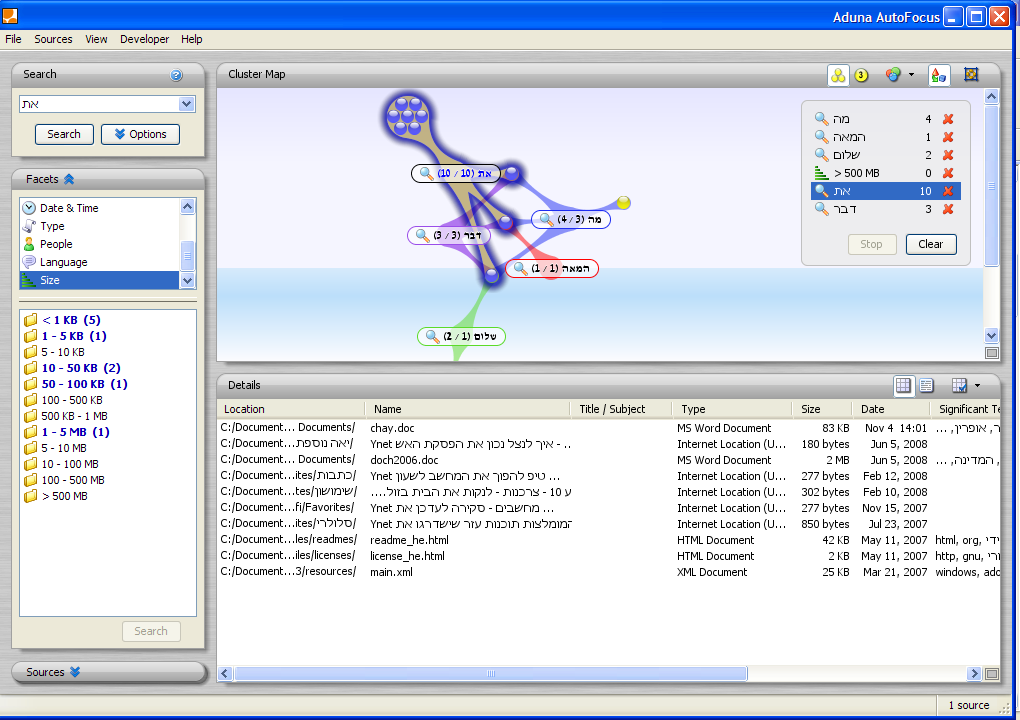
capture d'écran du logiciel OSL Desktop Search engines Aduna AutoFocus 5.

Un moteur de recherche de bureau est un type de logiciel conçu pour effectuer une recherche sur les fichiers présents sur l'ordinateur de l'utilisateur, plutôt que sur le Web. Le domaine de recherche peut inclure les différents documents numériques et contenus multimédias, les archives de courrier électronique, les historiques de navigation, etc.
Ces logiciels utilisent des techniques d'indexation qui permettent de réduire considérablement les temps de recherche, par rapport aux fonctions de recherche intégrées par défaut aux systèmes d'exploitation. Au contraire de ces derniers, ils prennent aussi souvent en charge les métadonnées, et sont capables de faire une analyse syntaxique des fichiers.
Certains de ces logiciels sont des émanations de moteurs de recherche sur le Web : Google Desktop, issu de Google, est le plus célèbre d'entre eux, mais des sites comme ask.com, Exalead ou Copernic ont également conçu leur moteur de recherche de bureau.
D'autres sont développés par des concepteurs de système d'exploitation, comme Spotlight d'Apple ou Windows Desktop Search de Microsoft.
D'autres encore sont indépendants. Certains sont libres comme Kat, Beagle ou Tracker.

## Liste des moteurs de recherche de bureau
| Nom                     | Système                  | Remarques | Licence                      |
| ----------------------- | ------------------------ | --- | ---------------------------- |
| Copernic Desktop Search | Windows                  | Moteur de recherche très complet, facile à utiliser et installer. | Gratuit pour usage personnel |
| Spotlight               | OS X & iOS               | Moteur de recherche de bureau évolutif (à base d'extensions) | Gratuit (intégré)            |
| Exalead                 | Windows                  | Moteur de recherche de bureau. | Gratuit                      |
| Google Desktop          | Windows                  | Moteur de recherche de bureau flexible grâce à une série de plugins. | Gratuit                      |
| Reflexion               | Windows Server 2003      | Moteur de recherche à destination aussi bien des ordinateurs personnel que d'un réseau d'entreprise. Dispose de fonctionnalités sémantiques comme la lemmatisation, propre au traitement automatique du langage naturel | Commercial                   |
| Xapian / Recoll         | Linux                    | Moteur de recherche de bureau, Xapian pour l'indexation, Recoll pour l'interface. | Logiciel libre GNU           |
| DocFetcher              | Windows, Linux et Mac OS | Moteur de recherche de bureau utilisant Java. | Logiciel libre et gratuit    |